# MV Kuna
Le M/V Kuna le plus ancien brise-glace de rivière naviguant encore aujourd'hui. Il a été construit en 1884 dans un chantier naval allemand à Gdańsk. Le navire, qui navigue sur l'Oder, a changé de pavillon cinq fois. 
Actuellement, il navigue en tant que navire musée et navire-école, destiné à l'enseignement historique et culturel dans le domaine de l'histoire des voies navigables, de la navigation intérieure, de la construction et de l'écologie de l'eau ainsi que de la culture et de l'histoire de la région où il a été remis à la navigation. 

## Historique
Le Kuna, le quatrième d'une série de brise-glaces à vapeur, a été construit au Danziger Schiffswerft & Kesselschmiede Feliks Devrient & Co. en 1884. Initialement, le navire s'appelait Ferse (c'est le nom allemand de la rivière Wierzyca qui se jette dans la Vistule - tous les navires de la série ont été nommés d'après les rivières du bassin inférieur de la Vistule). En 1940, Ferse a été renommé Marder et en 1947 Kuna, qui est la traduction polonaise du mot allemand Marder. Tout au long de son service (à l'exception de la période de deux ans après la fin de la Seconde Guerre mondiale), Kuna n'a pas changé sa zone d'opération. 
Jusqu'en 1920, le navire a navigué sous le pavillon du Royaume de Prusse et a été utilisé par l'administration de l'eau et de la construction de la Vistule (Königlich Preussische Weichsel-Strombauverwaltung). Après la création de la ville libre de Dantzig, le bateau a été remis au Conseil des ports et des voies navigables avec toute la flotte de brise-glaces et a reçu son pavillon. 
Pendant la Seconde Guerre mondiale, le navire portait le pavillon du Troisième Reich et appartenait à la Main Waterways Authority. 
En mars 1945, il participa à l'évacuation de la population de Gdańsk ; il a navigué vers Kiel et Hambourg, où il a été repris par les autorités d'occupation britanniques après la fin de la guerre. Il a servi de brise-glace à Hambourg sous le drapeau britannique et comme remorqueur de port jusqu'en 1947, date à laquelle il a été remis à la mission maritime polonaise. De retour à Gdańsk, il a d'abord appartenu à l'Office maritime de Gdynia, qui l'a ensuite remis à l'autorité nationale des eaux de Tczew, qui gérait les voies navigables intérieures. Après sa rénovation au chantier naval de Pleniewo, il est revenu au service dans le cours inférieur de la Vistule sous pavillon polonais.
En 1965, le navire a été retiré du service et, l'année suivante, il a été privé d'équipement et de superstructures. Dans les années 1970, il a été remorqué jusqu'à Gorzów Wielkopolski et utilisé comme ponton d'amarrage. En 1981, il a coulé dans le bassin du chantier naval et est resté au fond pendant près de 20 ans.

## Préservation

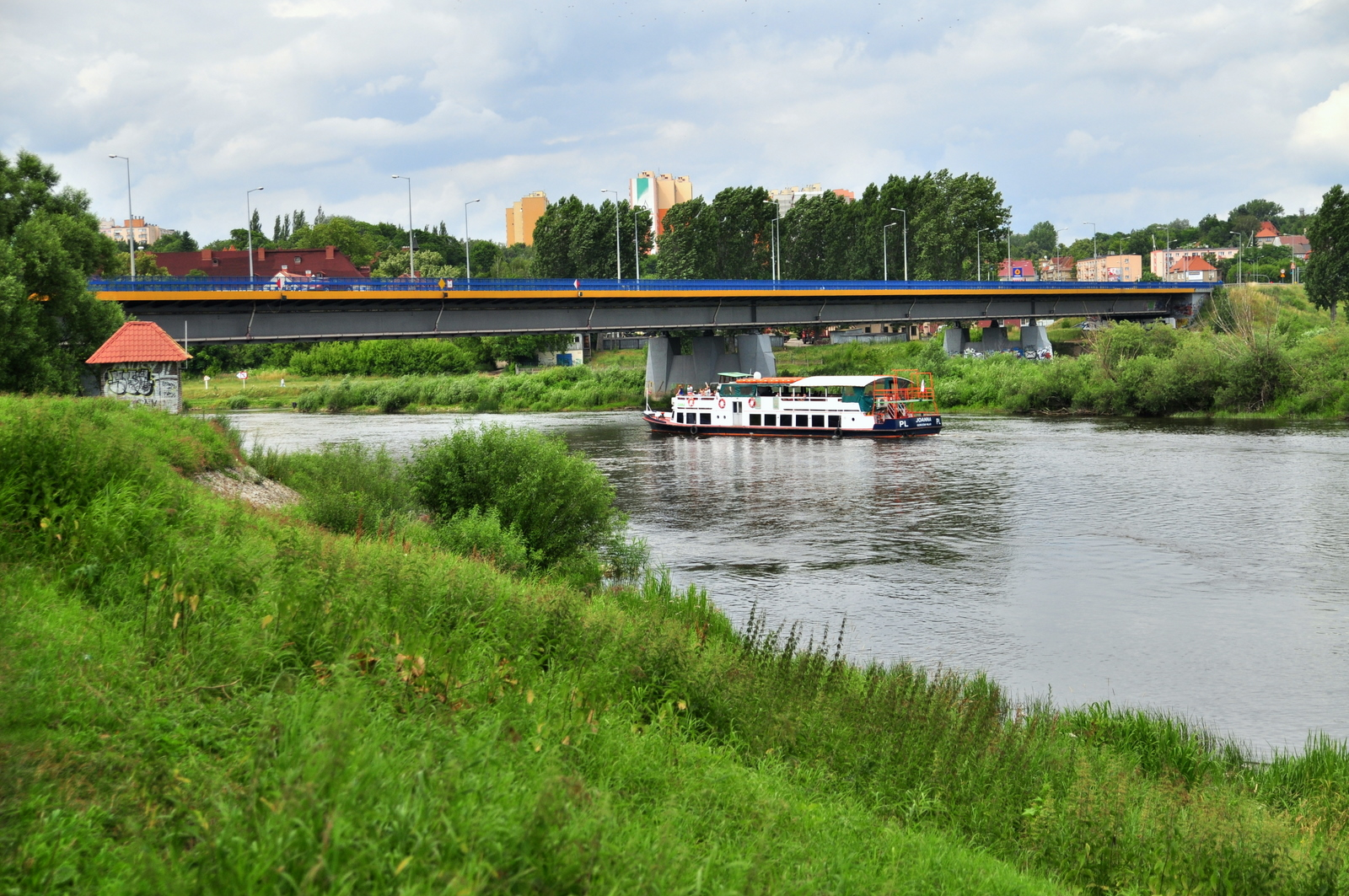
Kena naviguant sur la rivière

En 2000, un groupe de passionnés de voile et d'histoire de Gorzów Wielkopolski a commencé à revitaliser le navire. L'Association Kuna Wodniaków Gorzowskich a été créée, dont les membres ont consacré 6 ans à l'obtention des permis appropriés, à la collecte de fonds, à la recherche et à la restauration de la documentation (en grande partie collectée par Horst Hein, le capitaine du navire allemand "Barbarossa" et un amoureux de "Kuna"), enfin, la reconstruction physique du navire. Le Kuna reconstruit ressemble exactement à ce qu'il était à l'origine. La propulsion du navire a été modifiée, remplaçant la machine à vapeur par un moteur thermique  de 165 CV.
En 2009, Kuna a célébré le 125e anniversaire de son lancement.
En août 2012, l'association et le brise-glace a été remis à l'autre association de sports nautiques de Gorzów ,Przystania Gorzów.
Il navigue comme navire musée et navire-école. Les croisières sont éducatives et récréatives et sont l'une des attractions estivales de Gorzów. Il est possible de visiter le "Kuna" qui est amarré tous les jours dans le port fluvial de Gorzów.

## Galerie

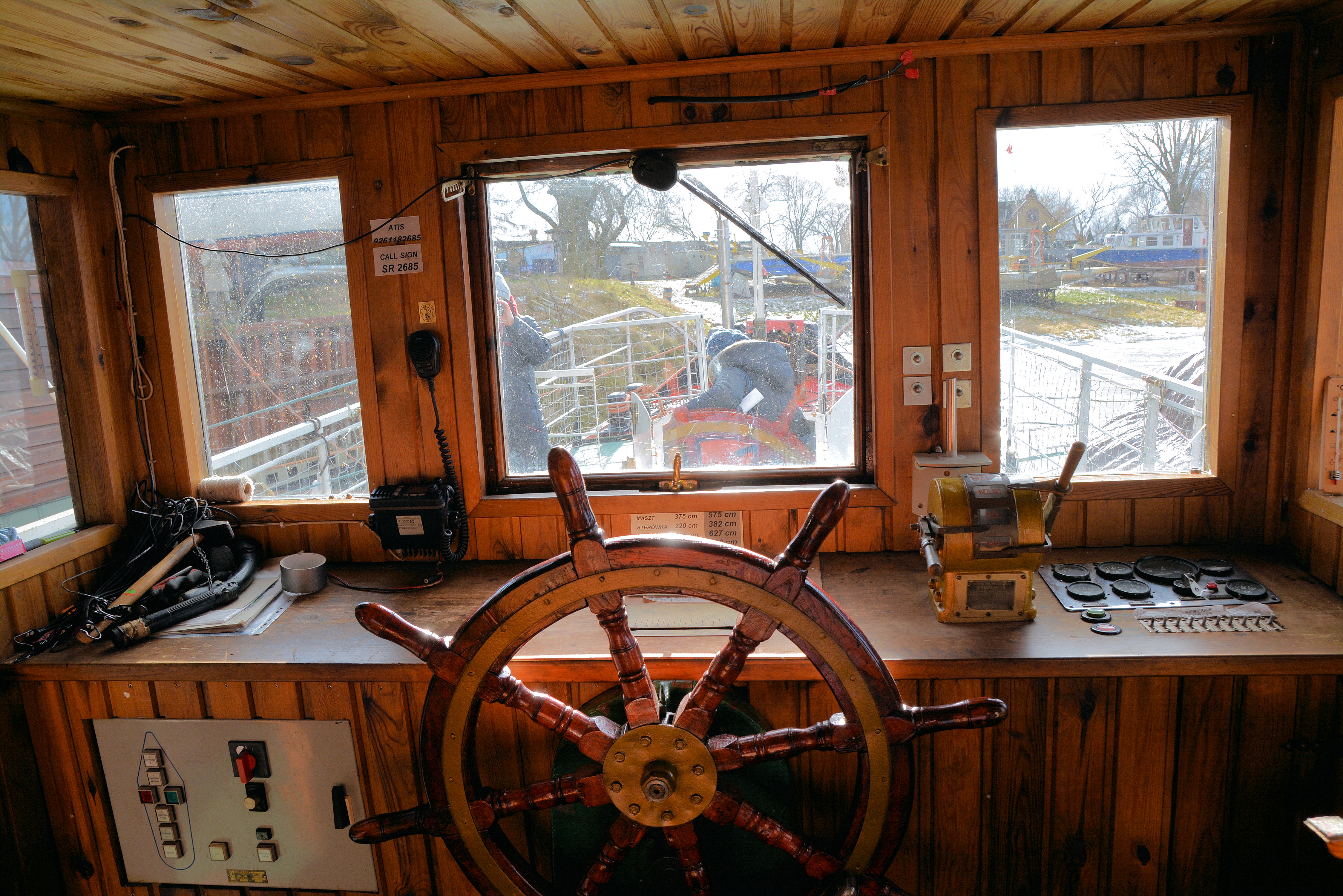
Timonerie
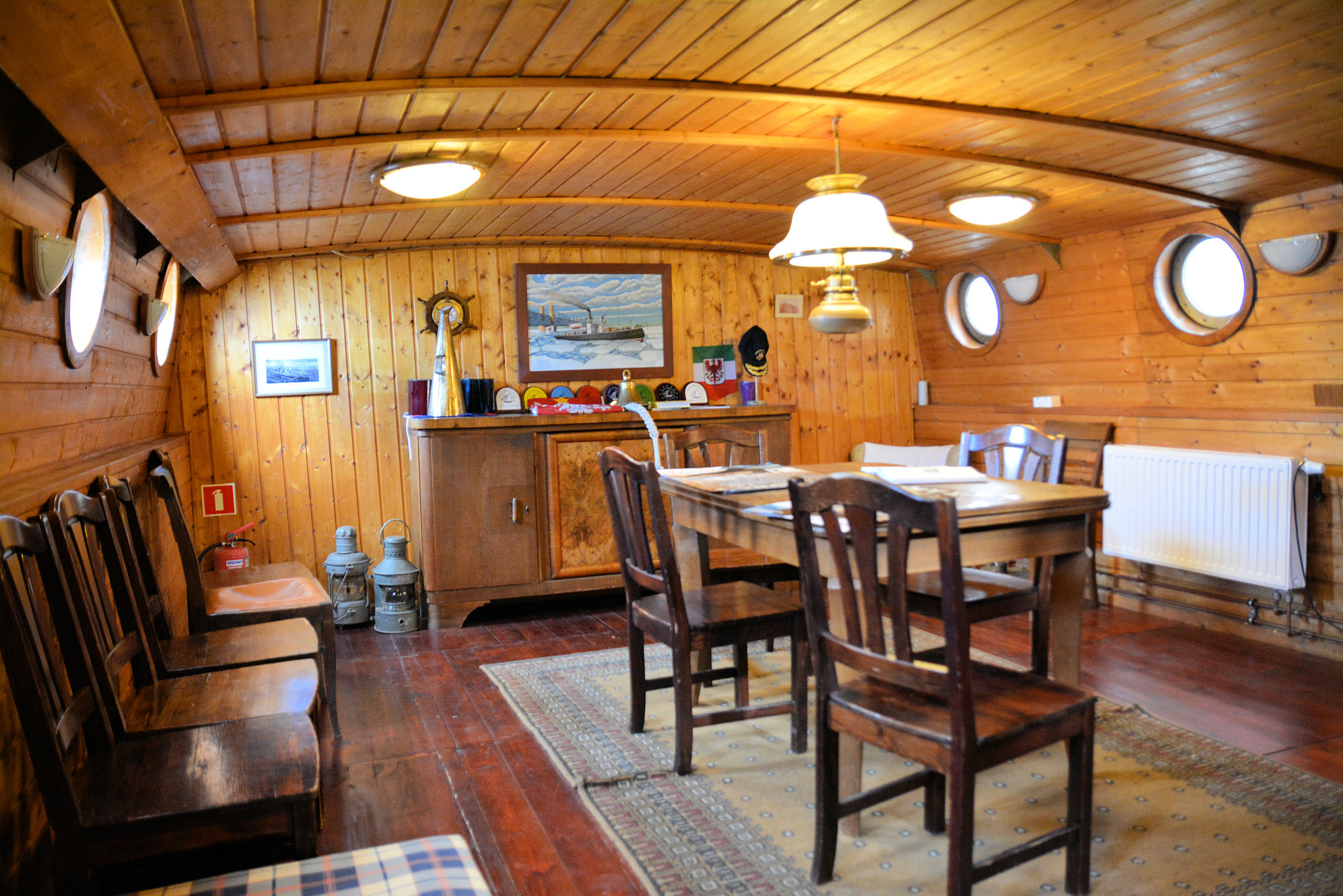
Intérieur
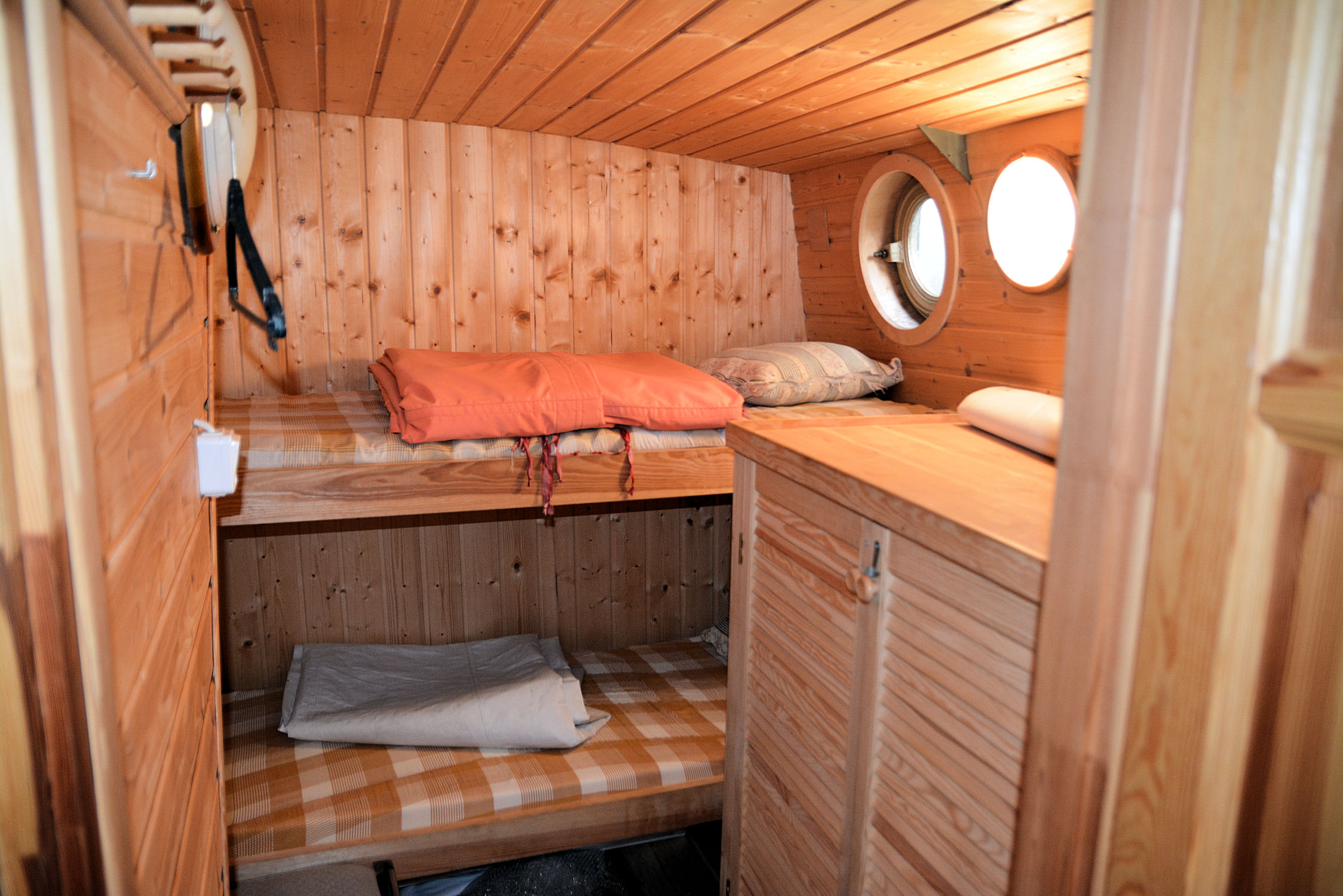
Couchette